# 다니엘술꼬리쥐
다니엘술꼬리쥐(Eliurus danieli)는 붉은숲쥐과에 속하는 설치류의 일종이다. 마다가스카르섬 남부-중부의 이살로 국립공원에서 2003년에 발견되었다. 학명은 마다가스카르 안타나나리보 대학의 동물 생물학 교수 다니엘 라코톤드라보니(Daniel Rakotondravony)의 이름에서 유래했다. 다니엘술꼬리쥐는 1995년, 메이저술꼬리쥐-흰끝술꼬리쥐 종 군에 속하는 표본이 발견되었을 때 처음 알려졌다. 분자생물학 연구 결과에 의하면, 근연종은 메이저술꼬리쥐(E. majori)이다. 2002년 이 두 종이 별도의 종이라는 사실이 밝혀졌다.